# Kultfeuerplatz von Zedau

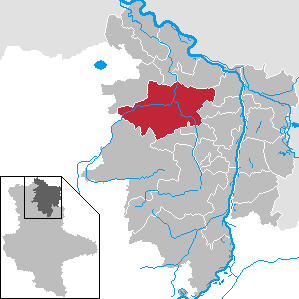
Lage

Der Kultfeuerplatz von Zedau, liegt in Zedau, einem Ortsteil von Osterburg in der nordöstlichen Altmark in Sachsen-Anhalt. In den Jahren 1970–1973 wurden im Zusammenhang mit der Untersuchung eines jungbronzezeitlichen Siedlungsplatzes 117 Feuerstellen ausgegraben. Bei den Plätzen handelt sich um Ansammlungen gleichartiger Feuerstellen, die fast immer in exponierter Lage und unmittelbarer Wassernähe angelegt wurden. Sie liegen bisweilen in der Nähe bronzezeitlicher Gräber und meist abseits von Siedlungen. Die je nach Fundplatz regellos oder in Reihen anzutreffenden Feuerstellen enthalten sehr selten Funde und sind obertägig kaum nachweisbar.

## Kontext
In Skandinavien und Norddeutschland sind die im Jahre 1906 erstmals erkannten Gargruben (dänisch Kokegroper, schwedisch Kokgropar med Skärvsten,  englisch Pit Alignments), ein Phänomen der jüngeren Bronze- und der Eisenzeit. Die neuere Forschung bezeichnet derartige Fundstellen nicht mehr als Gargruben, sondern als Kultfeuer- oder Feuerstellenplätze. 1989 listete Sigrid Heidelk-Schacht bereits 30 derartiger Plätze in Mecklenburg-Vorpommern und im Norden von Brandenburg und Sachsen-Anhalt auf, darunter auch Zedau.

## Die Kultfeuerreihe
Am Nordhang einer Talsandinsel zugewandt den Feuchtwiesen der 400 m nördlich fließenden Biese einem Abschnitt des Flusses Milde-Biese-Aland liegt die vermutlich 310 m lange Reihe aus etwa 145 Feuerstellen. 117 davon wurden in den Jahren 1970–1973 ausgegraben und rund 30 zerstörte konnten errechnet wurden. Anfang und Ende der Reihe wurden wahrscheinlich erfasst. Sie verlief leicht bogenförmig knapp einen Meter unterhalb des höchsten Punktes der Talsandinsel und war Ost-West orientiert. Die runden bis ovalen Gruben lagen in Abständen von rund zwei Metern und hatten 0,9 bis 1,3 m Durchmesser. Sie waren flach muldenförmig mit Resttiefen von 0,15 bis 0,3 m. Die Gruben enthielten tiefschwarze Erde, Holzkohle und im oberen Bereich ein oder zwei geglühte Steinlagen, jedoch, wie für die Gattung üblich keine sonstigen Funde. Stratigraphisch liegen die Feuerstellen zwischen einer jungbronzezeitlichen Siedlung aus der 2. Hälfte des 10. Jahrhunderts v. Chr. und der Siedlung der vorrömischen Eisenzeit aus der 1. Hälfte des 1. Jahrhunderts v. Chr. Die Datierung der Holzkohle aus zwei Feuerstellen ergab 2718 ± 100 BP und 2715 ± 100 BP (also etwa 768 bzw. 765 v. Chr.).